# 盖尔雄·亚布塞莱
盖尔雄·亚布塞莱（法語：Guerschon Yabusele，1995年12月17日—）為法国男子篮球运动员，於2016年NBA選秀第一輪第16順位被波士頓塞爾提克選中，現效力於NBA紐約尼克。

## 早期生活
亚布塞莱出生并在法国德勒长大，父母从刚果民主共和国移民。在早期，亚布塞莱都是一名拳击手。

## 职业生涯
亚布塞莱2015-16赛季效力于魯昂大都會，但该队在2016年降级而亚布塞莱在NBA选秀中被波士顿凯尔特人在首轮第十六顺位选中。凯尔特人目前的大名单里已有13名球员，再加必定会签约的探花贾伦·布朗，基本上已经没有亚布塞莱的位置。
2016年8月，中国男子篮球职业联赛上海大鲨鱼簽下亚布塞莱。
2017年3月29日，亚布塞莱与NBA发展联盟缅因红爪签约。
2017年7月20日，亚布塞莱与波士顿凯尔特人签约。
2019年7月10日，亚布塞莱確定被波士顿凯尔特人裁掉。9月12日，南京大圣簽下亚布塞莱。
2024年8月19日，亚布塞莱與皇家马德里達成買斷，以1年210萬美元的合約加盟費城76人。

## 生涯數據

### NBA

#### 常规赛
| 2017–18  | 波士顿凯尔特人 | 33 | 4 | 7.1 | .426 | .324 | .682 | 1.6 | .5 | .1 | .2 | 0.36 | 0.7 | 2.4 |
| 職業生涯 | 職業生涯       | 33 | 4 | 7.1 | .426 | .324 | .682 | 1.6 | .5 | .1 | .2 | 0.36 | 0.7 | 2.4 |

#### 季后赛
| 2018     | 波士顿凯尔特人 | 12 | 0 | 4.0 | .111 | .000 | .400 | .9 | .3 | .2 | .0 | .0 | .75 | .3 |
| 職業生涯 | 職業生涯       | 12 | 0 | 4.0 | .111 | .000 | .400 | .9 | .3 | .2 | .0 | .0 | .75 | .3 |